# Річард Таузі
Річард Таузі (англ. Richard Tousey, 18 травня 1908 — 15 квітня 1997) — американський фізик і астроном, член Національної АН США (1960).

## Біографічні відомості
Народився в Сомервіллі (штат Массачусетс). У 1928 році закінчив університет Тафтса. Упродовж 1928—1936 років вів наукові дослідження і викладав у Гарвардському університеті, в 1936—1941 роках — в університеті Тафтса. З 1941 року працював у дослідницькій лабораторії Військово-Морського флоту США (спочатку в оптичному відділі, упродовж 1958—1967 років — керівник групи ракетної спектроскопії у відділі атмосфери і астрофізики, в 1967—1978 роках — керівник відділу космічних досліджень, з 1978 року — консультант).
Основні астрономічні роботи присвячені дослідженню ультрафіолетового спектру Сонця. Керував запусками в США перших дослідницьких висотних ракет, на яких були встановлені спектрографи для реєстрації спектру Сонця в далекій ультрафіолетовій області. У 1946 році вперше отримав і ототожнив спектр Сонця до 2200 Å, а потім і в більш короткохвильовій області. Виконав низку робіт з атмосферної оптики: досліджував поглинання світла в атмосфері, яскравість неба і видимість планет, зірок і штучних супутників на денному і нічному небі, інтенсивність різних емісійних ліній і смуг, що виникають у нічний час в атмосфері Землі. Вніс великий внесок у фізіологічну оптику.
Медаль імені Ф. Айвза Американського оптичного товариства (1960), медаль Генрі Дрейпера Національної АН США (1963), медаль А.С.Еддінгтона Лондонського королівського астрономічного товариства (1964), медаль «За видатні наукові досягнення» НАСА (1974) та інші.